# Nijswiller
Nijswiller (spreek uit: 'Nieswiller') (Limburgs: Nieswieler) is een klein dorp in het zuiden van de Nederlandse provincie Limburg, in het Zuid-Limburgse Heuvelland. Nijswiller ligt in de gemeente Gulpen-Wittem, nabij de kruising tussen de provinciale wegen N278 en N281 en heeft (in 2015) ongeveer 730 inwoners. Voor de fusie in 1999 behoorde het dorp tot de voormalige gemeente Wittem.

## Etymologie
De plaatsnaam is afgeleid van de heilige Sint Dionysius, naar wie ook de kerk is genoemd, oorspronkelijk een kapel die uit de 12e eeuw stamt. 'Willer' komt van het Oud-Germaanse woord 'wiler', dat net als het Duitse woord 'Weiler' gehucht of hofstede betekent.

## Bezienswaardigheden

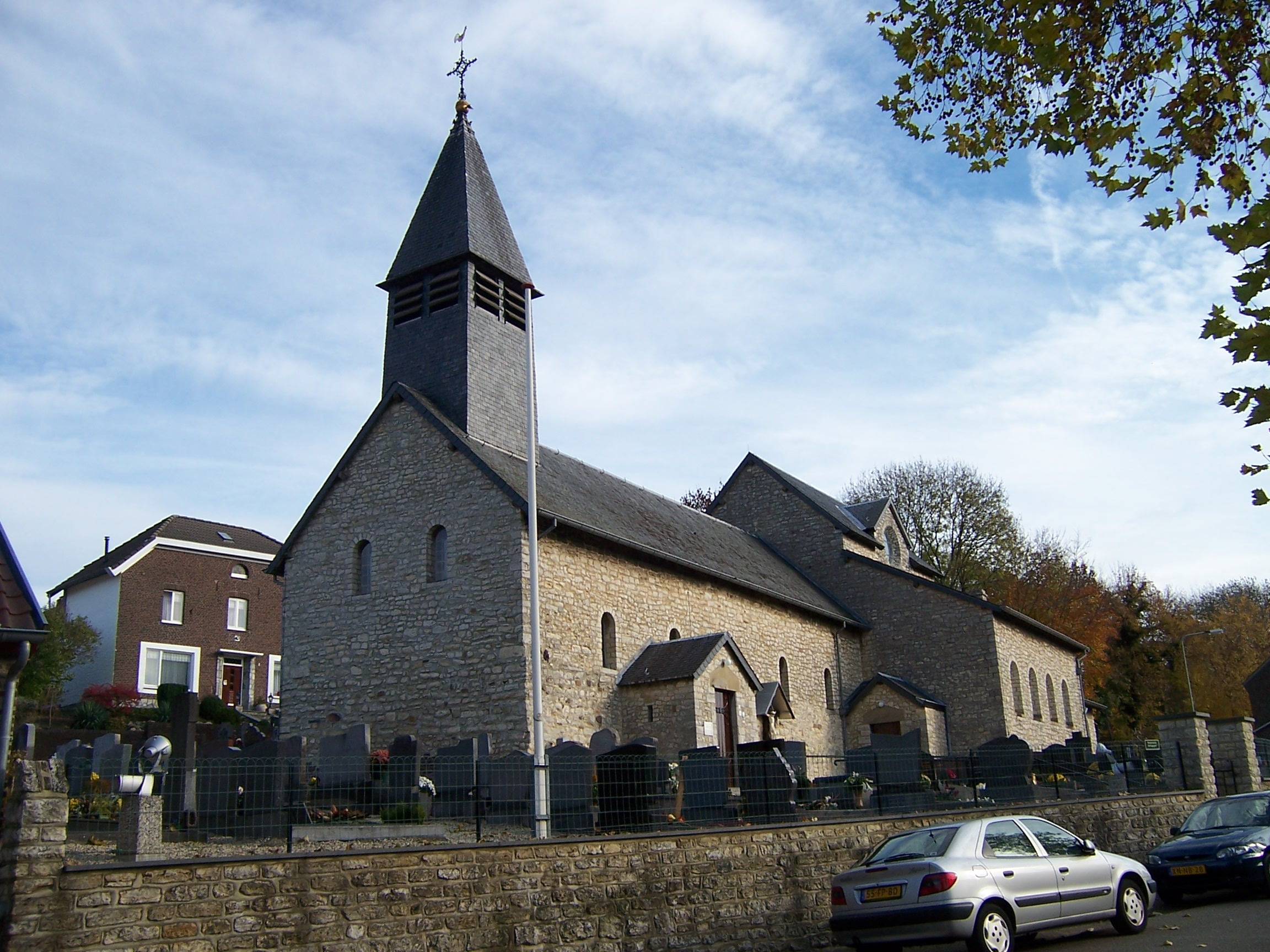
Kerk van Nijswiller

- De romaanse Sint-Dionysiuskerk werd in 1895-1896 grondig verbouwd en uitgebreid volgens plannen van architect P.J.H. Cuypers. De gehele oostelijke helft van de kerk dateert uit deze tijd. Bovendien werd het 12e-eeuwse schip verhoogd.
- Ten oosten van het dorp ligt het kasteel Nijswiller, dat meer dan zeven eeuwen oud is.
- Heilig Hartbeeld
- Nog verder naar het oosten, aan de overzijde van de N281, ligt op een heuvel de abdij Sint-Benedictusberg te Mamelis.

Zie ook
- Lijst van rijksmonumenten in Nijswiller

## Natuur en landschap
Nijswiller ligt in het Selzerbeekdal, op een hoogte van ongeveer 120 meter. In het noordoosten ligt het Plateau van Bocholtz met het Kolmonderbosch en het Platte Bosch. In het zuidwesten ligt het Plateau van Vaals. Door het dorp stroomt de Selzerbeek.

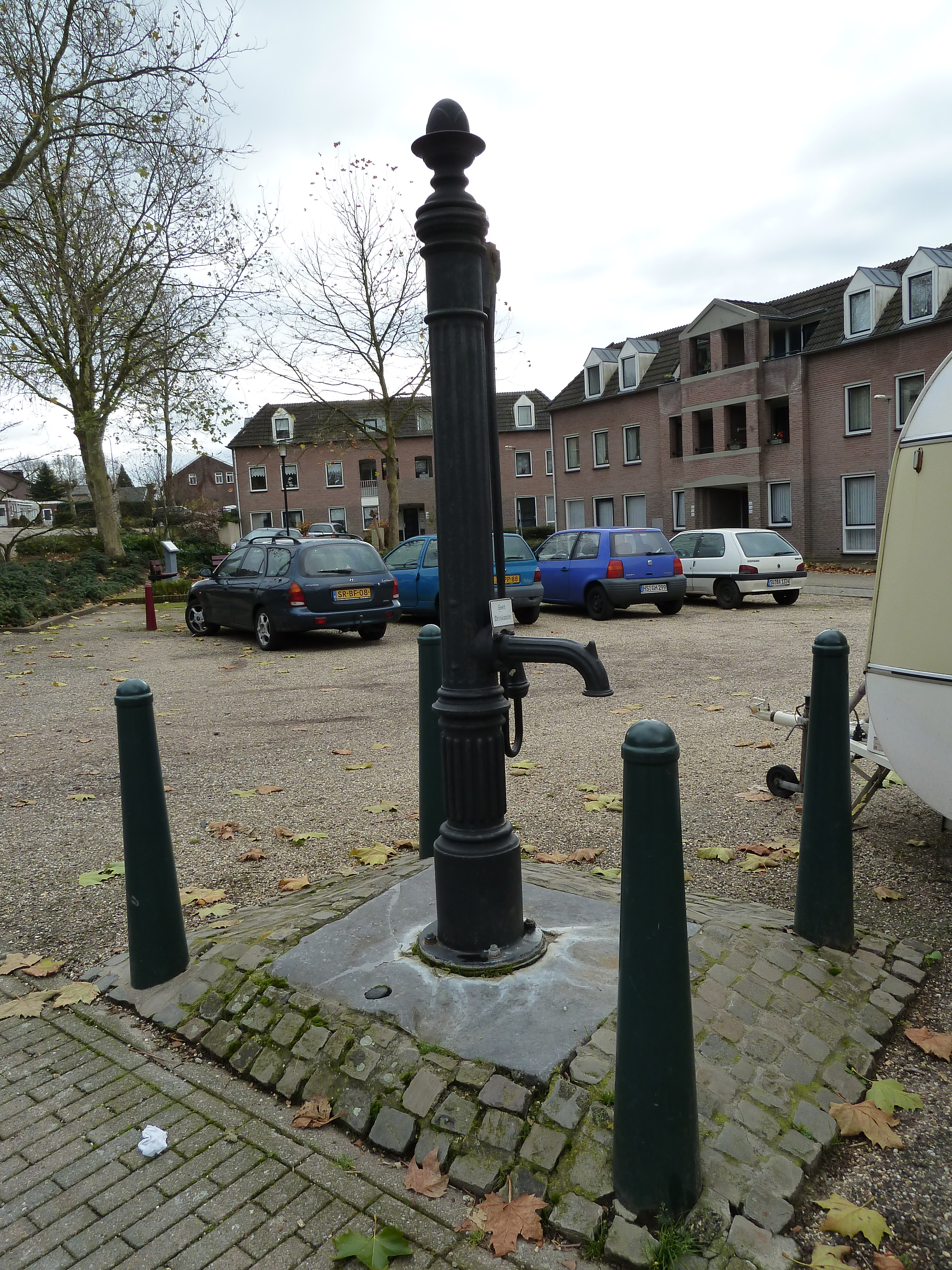
Waterpomp
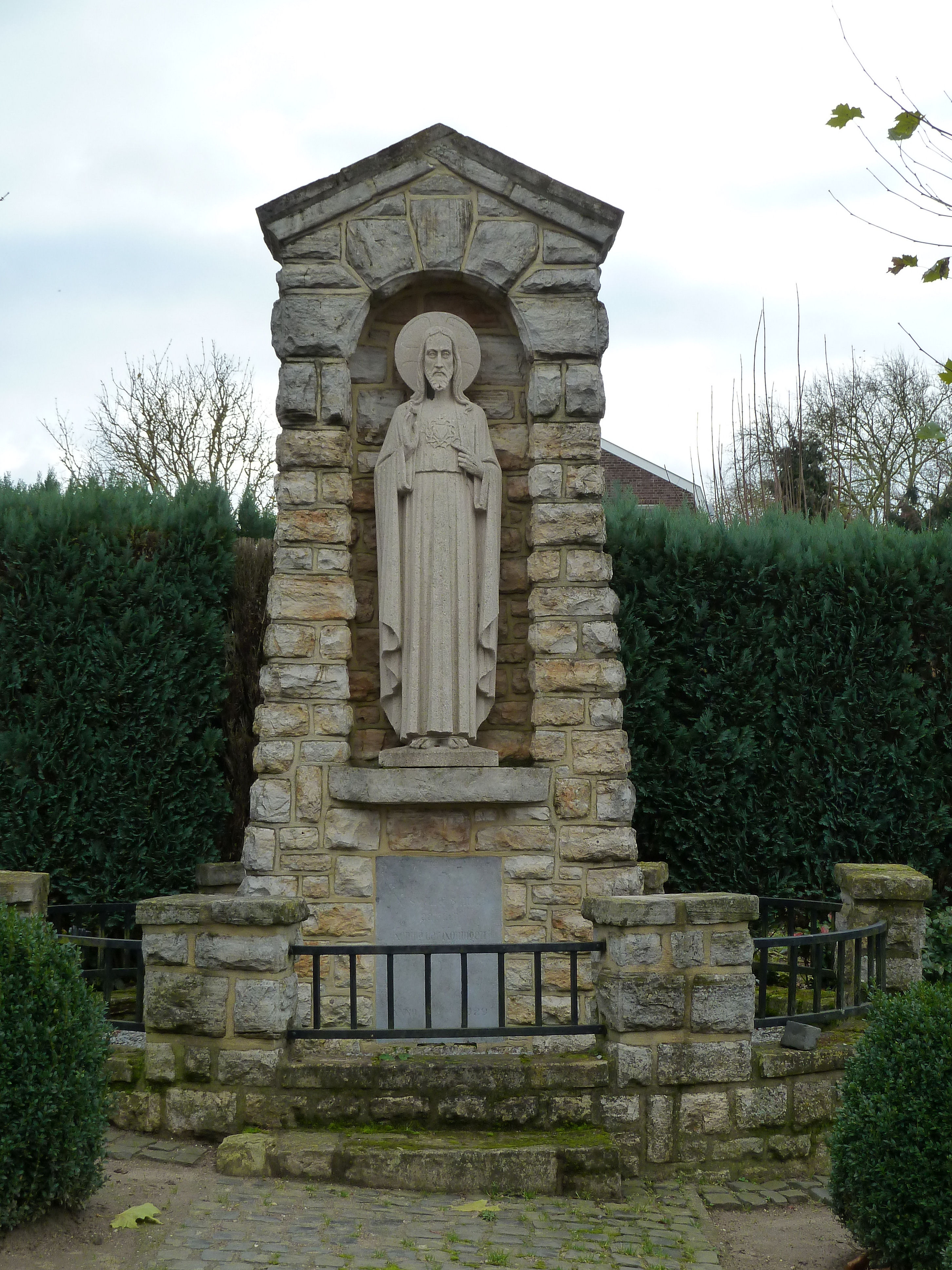
Beeld aan kruising Kerkstraat
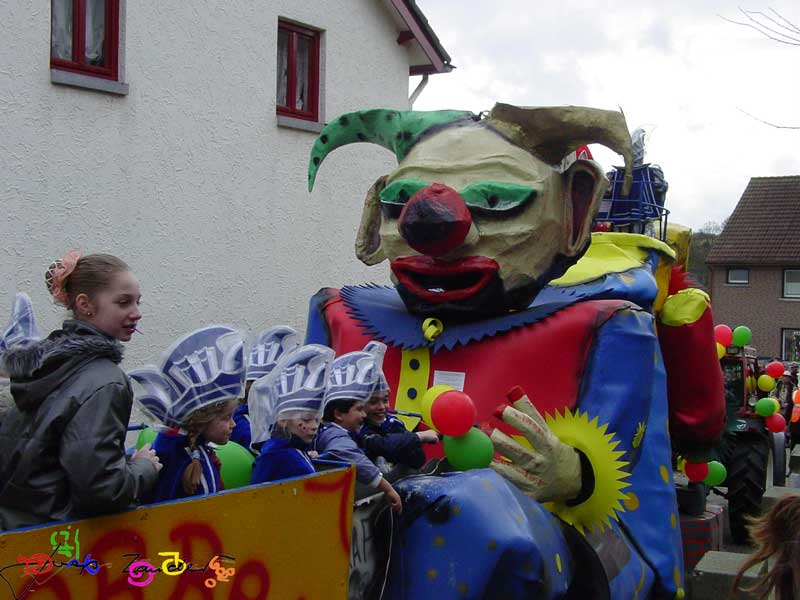
Eigen carnavalsoptocht van Nijswiller

## Voorzieningen
Het dorp heeft een beperkt aantal voorzieningen, dus inwoners zijn vooral aangewezen op de grotere plaatsen in de buurt. Er is wel een kleine levensmiddelenwinkel en een kleine brandweerpost. Verder was er tot medio 2016 een middelbare school gevestigd, het vroegere Heuvelland College, daarna een locatie van het Sophianum.
Tussen 1922 en 1938 was er een halte van de tramlijn Maastricht - Vaals in Nijswiller.

## Nabijgelegen kernen
Wahlwiller, Eys, Bocholtz, Mamelis, Mechelen, Vijlen